# لودویک دی
لودویک دی (انگلیسی: Ludovic Djé؛ زادهٔ ۲۲ ژوئیه ۱۹۷۷) بازیکن فوتبال است.
از باشگاه‌هایی که در آن بازی کرده‌است می‌توان به باشگاه فوتبال استوک‌پورت کانتی اشاره کرد.